# Le colline hanno gli occhi II
Le colline hanno gli occhi II (The Hills Have Eyes Part II) è un film del 1984 diretto da Wes Craven.
La pellicola è il sequel di Le colline hanno gli occhi del 1977.
In Italia il film uscì direttamente in DVD il 5 ottobre 2005.

## Trama
Il film inizia con Bobby Carter che discute con il suo psichiatra degli eventi del primo film, che ha avuto luogo sette anni prima. Bobby è ancora traumatizzato da quegli eventi, ma lui e Rachel (precedentemente nota come Ruby), che ora fa parte di un gruppo di motociclisti, hanno anche inventato un super carburante per motociclette. Il gruppo di motociclisti deve partecipare a una gara nello stesso deserto in cui è avvenuto il massacro originale e lo psichiatra di Bobby lo spinge a parteciparvi. Il giovane però si rifiuta di farlo e Rachel prende il suo posto. Il gruppo di motociclisti, composto dalla cieca Cass, il suo fidanzato Roy, Harry, Hulk, Foster, Jane e Sue partono su un autobus. Lungo la strada, raccolgono da un canile Beast, il cane che precedentemente era di proprietà della famiglia Carter.
Il gruppo, mentre sta attraversando il deserto, decide di prendere una scorciatoia per non arrivare in ritardo alla gara. A causa di un guasto – l'autobus inizia a perdere carburante – sono però costretti a fermarsi in un vecchio ranch minerario. Mentre sta esplorando il posto, Rachel viene aggredita dal cannibale Pluto, che apparentemente è sopravvissuto al precedente attacco di Beast. La donna reagisce all'attacco e lui fugge via. Nessuno del gruppo crede alla donna finché Pluto non si ripresenta e ruba una delle motociclette dei ragazzi. Roy e Harry si mettono a inseguirlo. Harry, rimasto indietro, finisce in una trappola e viene schiacciato da un'enorme roccia. Roy riesce a catturare Pluto, ma cade in un'imboscata tesagli dal cannibale Reaper e perde i sensi. Successivamente si scopre che Reaper è il fratello maggiore di Papa Jupiter.
Nel frattempo, il resto del gruppo rimane alla miniera e, al calar della notte, inizia a preoccuparsi per Roy e Harry. Rachel e Hulk partono per andare a cercarli e durante la loro ricerca Reaper uccide il ragazzo sparandogli un dardo di lancia nel petto. Reaper torna poi alla miniera dove trascina Foster sotto l'autobus e lo uccide. Jane trova il corpo di Foster appena poco prima che Reaper uccida anche lei. Reaper uccide poi Sue lanciandola attraverso una finestra e tagliandole la gola con un machete. Rachel viene nuovamente aggredita da Pluto, ma per sua fortuna giunge Beast che mette in fuga il cannibale. Rachel cerca di seguire Beast, ma si imbatte in una trappola tesa da Reaper che le catapulta addosso il cadavere di Hulk. Sbalzata all'indietro, Rachel cade e batte mortalmente la testa contro una roccia.
Nel frattempo, Roy si sveglia e si scontra con Pluto in cima a un burrone. Pluto si prepara ad attaccarlo, ma Beast lo fa precipitare nel vuoto. Fuggendo da Reaper, Cass finisce nella miniera dove il cannibale ha portato i cadaveri degli altri ragazzi. Dopo aver rotto un barattolo di acido in testa al Reaper, la ragazza fugge tramite un pozzo minerario arrampicandosi su una corda. Fuori dal pozzo riabbraccia Roy. I due fuggono dal Reaper e poi lo intrappolano nell'autobus pieno di carburante per motociclette al quale danno fuoco. Sopravvissuto e coperto di fiamme, Reaper tenta di ucciderli un'ultima volta, ma inciampa e precipita nel pozzo trovando così la morte. Roy e Cass si abbracciano. Il film si conclude con Roy, Cass e Beast che all'alba si allontanano dalla miniera.

## Produzione
Il film, costato circa settecentomila dollari, ha avuto una lavorazione travagliata dovuta proprio a problemi di budget. La produzione è stata infatti interrotta per mancanza di denaro.
Il film venne girato a San Bernardino, California. Wes Craven disse che fece questo film perché aveva bisogno di soldi e da allora in poi lo ha sempre rinnegato.
L'attore Michael Berryman, nei panni del sadico figlio Pluto, compare anche nel primo film. Il personaggio di Reaper è interpretato da John Bloom, che nel film Dracula vs. Frankenstein interpretava l'omonimo mostro.

## Distribuzione
Le colline hanno gli occhi II venne distribuito nei cinema statunitense in forma limitata il 2 agosto 1985, dall'ormai defunta casa di distribuzione indipendente Castle Hill Productions. Poco dopo venne distribuito direct-to-video e sulla Pay TV. Il film è stato distribuito per la prima volta in DVD il 20 marzo 2012. Redemption e Kino Lorber films hanno distribuito un'edizione rimasterizzata del film su Blu-ray il 30 marzo 2012. Il film è stato distribuito anche in VHS dalla Thorn EMI e su LaserDisc dalla Republic Pictures.
In Italia il film non è stato distribuito nei cinema ed è stato distribuito direttamente in DVD il 5 ottobre 2005 dalla Eagle Pictures. Il 24 settembre 2014 è stato distribuito nuovamente in DVD e in Blu-ray dalla Cult Media.